# Love City Groove (chanson)
Pour le groupe, voir Love City Groove.
Chansons représentant le Royaume-Uni au Concours Eurovision de la chanson
Lonely Symphony (We Will Be Free)
(1994) Ooh Aah... Just a Little Bit
(1996)
Love City Groove est la chanson représentant le Royaume-Uni au Concours Eurovision de la chanson 1995. Elle est interprétée par le groupe Love City Groove.
La chanson britannique est la quinzième de la soirée, suivant La Voix est libre interprétée par Frédéric Etherlinck pour la Belgique et précédant Baunilha e chocolate interprétée par Tó Cruz pour le Portugal.
À la fin des votes, Love City Groove obtient 76 points et finit dixième sur vingt-trois participants.

## Classements
| Chart (1995)                                     | Meilleure position |
| ------------------------------------------------ | ------------------ |
| Europe (Eurochart Hot 100)                       | 28                 |
| Islande (Íslenski Listinn Topp 40)               | 15                 |
| Irlande (Irish Singles Chart)                    | 28                 |
| Écosse (Scottish Singles Chart)                  | 20                 |
| UK Singles Chart (Official Charts Company)       | 7                  |
| UK Dance Singles Chart (Official Charts Company) | 35                 |

## Source de la traduction
1. ↑  « Music & Media: Eurochart Hot 100 », Music & Media (consulté le 16 janvier 2018)
2. ↑  « Íslenski Listinn Topp 40 (18.06.1995-24.06.1995) », Dagblaðið Vísir - Tónlist (consulté le 1er février 2018)
3. ↑  « Scottish Singles Chart 14 May 1995 - 20 May 1995 », officialcharts.com (consulté le 16 janvier 2015)
4. ↑  « The UK’s highest charting Eurovision stars revealed! », officialcharts.com (consulté le 10 mai 2015)
5. ↑  « Official UK Dance Singles Chart (16 April 1995-22 April 1995) », officialcharts.com (consulté le 9 février 2018)

- (en) Cet article est partiellement ou en totalité issu de l’article de Wikipédia en anglais intitulé « Love City Groove (song) » (voir la liste des auteurs).